# Парадокс Греја
Грејев парадокс је парадокс који је 1936. поставио британски зоолог сер Џејмс Греј. Парадокс је био открити како делфини могу постићи тако велике брзине и убрзања са нечим што изгледа као мала мишићна маса. Греј је проценио снагу коју делфин може да испољи на основу своје физиологије и закључио је да је снага недовољна да савлада силе отпора у води. Он је претпоставио да делфинова кожа мора имати посебна својства против трења.
Године 2008. истраживачи са Политехничког института Ренселаер, Универзитета Вест Честер и Универзитета Калифорније у Санта Крузу користили су дигиталну брзину слике честица како би доказали да Греј није у праву.
Тимоти Веи, професор и вршилац дужности декана Ренселерове школе инжењеринга, снимио је два добра делфина, Прима и Пуку, док су пливали кроз део воде насељен стотинама хиљада сићушних ваздушних мехурића. Компјутерски софтвер и алати за мерење силе развијени за ваздухопловство су затим коришћени за проучавање брзине слике честица која је снимљена при 1.000 фрејмова у секунди (фпс). Ово је омогућило тиму да измери силу коју врши делфин. Резултати су показали да делфин испољава приближно 200 лб силе сваки пут када гурне реп – 10 пута више него што је Греј претпоставио – и на врхунцу силе може да испољи између 300 и 400 лб.
Веи је такође користио ову технику да сними делфине док се држе за реп, трик у коме делфини „ходају“ по води држећи већину тела вертикално изнад воде, док се подржавају кратким, снажним замахом репа.
Године 2009. истраживачи са Националног универзитета Чунг Хсинг на Тајвану увели су нове концепте „отетих аеропрофила“ и „кружећих коњских снага“ како би објаснили пливачке способности сабљарке. Сабљарке пливају још већим брзинама и убрзањима од делфина. Истраживачи тврде да њихова анализа такође „решава недоумицу парадокса Грејовог делфина “.

## Грејева погрешна претпоставка
Претходни истраживачки напори да се оповргне Грејев парадокс бавили су се само смањењем отпора коже делфина, али никада нису довели у питање основну Грејеву претпоставку „да отпор не може бити већи од мишићног рада“ што је довело до парадокса на првом месту. Године 2014, тим теоретских машинских инжењера са Универзитета Нортхвестерн доказао је да је основна хипотеза Грејовог парадокса погрешна. Они су математички показали да отпор таласастим пливачима (као што су делфини) заиста може бити већи од мишићне снаге коју генерише да би се покренуо напред, а да то није парадоксално. Они су увели концепт „каскаде енергије“ како би показали да се током мирног пливања сва створена мишићна снага распршује у трагу пливача (кроз вискозну дисипацију). Пливач користи снагу мишића да таласа своје тело, што доводи до тога да истовремено искуси и повлачење и потисак. Генерисана мишићна снага треба да се изједначи са снагом потребном за деформисање тела, уместо да је изједначи са снагом отпора. Напротив, снагу отпора треба изједначити са снагом потиска. То је зато што су током мирног пливања, отпор и потисак једнаки по величини, али супротни у правцу. 
Важно је признати чињеницу да пливач не мора да троши енергију да би савладао отпор кроз свој рад мишића; у овом задатку помаже и сила потиска. Њихово истраживање такође показује да је дефинисање отпора на телу дефинитивно и многе дефиниције отпора на пливајућем телу преовлађују у литератури. Неке од ових дефиниција могу дати већу вредност од мишићне снаге. Међутим, ово не доводи до парадокса јер већи отпор значи и већи потисак у једначини биланса снага, а то не крши ниједан принцип енергетског биланса.